# Lodi (Kalifornie)
Lodi je město ve Spojených státech amerických. Nachází se v okrese San Joaquin County ve státě Kalifornie. Ve městě žije  obyvatel a jeho rozloha činí . Leží přibližně ve středu Centrálního údolí v nadmořské výšce asi 15 m n. m.

## Rodáci
- Matt Fish (* 20. století) – americký violoncellista a hudební producent

## Partnerská města
- Lodi, Itálie
- Kófu, Japonsko